# Pamphilus
Pamphilus seu de amore (o Pamphilus de amore, di norma citato semplicemente come Pamphilus, ma noto anche come Pamphilet, e citato da Geoffrey Chaucer come Pamphilles) è un prodotto della letteratura latina medievale in versi, che si inscrive nel filone letterario della cosiddetta commedia elegiaca (o commedia latina medievale), un genere situato al confine tra poesia e teatro medievale, fiorito da una culla individuabile nella Francia medievale, regione della Loira, nella stagione culturale del cosiddetto Rinascimento del XII secolo.

## Caratteri
Opera adespota, il Panfilo è considerato, insieme all'Alda di Guglielmo di Blois, una forma archetipica di quel nascente genere letterario che sarà individuato dagli studiosi come commedia elegiaca (o commedia latina medievale). 
Oltre all'autore, dell'opera non si conosce nemmeno il luogo di provenienza: secondo Peter Dronke, si tratta di un prodotto culturale dell'Inghilterra medievale dell'età di Enrico II, databile intorno al 1150.
A differenza di altre commedie elegiache, caratterizzate, di solito, dall'alternanza di dialoghi e parti narrate, il Pamphilus (al pari del Babio, altro prodotto dello stesso genere) è composto esclusivamente di parti dialogate.
Nel novero della altre opere dello stesso corpus letterario, il Pamphilus, in particolare, occupa una posizione speciale: interamente dialogato, anticipatore della Celestina, capolavoro di Fernando de Rojas (1499), è stato definito da María Rosa Lida de Malkiel "opera maestra" tra tutte le commedie elegiache, dalle quali si distaccava nettamente per la capacità di risolvere l'ispirazione ovidiana in una prospettiva in cui convergevano motivi, riflessioni e introspezioni amorose da romanzo cortese

## Fortuna
Il Pamphilus fu una delle commedie latine medievali di maggior fortuna, come testimoniato dai numerosi manoscritti da cui è tramandato, compresa una traduzione in prosa in lingua norrena di fine XII secolo. Il suo stesso titolo lasciò un'impronta  linguistica riconoscibile e duratura nel lessico europeo: da Pamphilet (nome popolare con cui, in antico francese, era conosciuta la commedia), derivò il termine comune pamphlet, parole poi diffusasi in varie lingue, che assunse il significato odierno di «libello satirico o polemico» nella Francia del XVIII secolo.

## Trama
Panfilo è un giovane di povera condizione sociale, preso da un folle innamoramento per Galathea, bella e giovane vicina di casa, che appartiene, invece, a una nobile e ricca famiglia. Panfilo, allora, implora la dea Venere di venire in suo soccorso. (vv. 1-70)
La dea, riassumendo il primo libro dell'Ars amandi di Ovidio, gli impartisce alcuni consigli pratici, utili a sedurre la bella vicina. (vv. 71-142) 
Accomiatatosi dalla dea, Panfilo incontra Galatea. Alla vista dell'amata è assalito dall'emozione, si sente mancare la voce, mentre le gambe gli tremano e le forze sembrano abbandonarlo fin quasi allo svenimento; è solo con un enorme sforzo di volontà che riesce a riprendersi e a rivolgersi alla ragazza: il giovane si mostra abile nell'usare i precetti di Ovidio appena appresi dalla dea, grazie ai quali riesce a strappare un bacio alla ragazza e a ottenerne il permesso e la promessa di rivederla ancora. (vv. 143-244). 
Allontanatasi Galatea, Panfilo si abbandona alla gioia effimera di quel primo successo. Si ricorda, però, dei consigli di Venere e va a trovare una vecchia mezzana, esperta in affari d'amore. (vv. 245-284) 
Con la vecchia, come con Galatea, Panfilo segue i consigli di Ovidio: a forza di promesse riesce a ottenere da lei l'impegno di favorire la sua impresa. (vv. 285-338)
La vecchia, allora, incontra Galatea e riesce a sondare con grande abilità l'animo della ragazza facendosi confessare la sua attrazione per Panfilo. (vv. 339-410) 
La vecchia ritorna così dal giovane e, al fine di stimolare in lui il coraggio necessario a compiere l'atto di forza che vuole consigliargli, e per sollecitare la sua riconoscenza per il servizio che gli renderà, lo induce in uno stato di disperazione, facendogli credere che Galatea è sul punto di sposarsi. Poi lo consola, spiegandogli che non tutto è perduto per lui: sarà lei stessa a chiedere alla ragazza di accordargli un appuntamento; se Galatea acconsentirà, toccherà a lui fare la sua parte di uomo in modo da impedire il matrimonio.
La vecchia ritorna da Galatea e la conduce a casa sua con il pretesto di donarle dei frutti raccolti nel suo giardino. (vv. 549-650) 
Fingendo una combinazione casuale, giunge in casa anche Panfilo. Allora l'infame prosseneta, col pretesto di aver udito il richiamo di una vicina, si allontana per lasciare sola la coppia. Pamphilus, quindi, seduce la ragazza e la possiede. Al suo ritorno, la vecchia trova Galatea sciolta in un pianto dirotto: la ragazza subissa la donna di rimproveri e la vecchia, senza turbarsi affatto, le consiglia di calmarsi, spiegandole che le lacrime versate non potranno mai restituirle la verginità appena perduta. C'è solo un modo per rimediare al male occorsole, siglare un matrimonio riparatore. La commedia si conclude, così, con un lieto fine. (vv. 651-780)